# Leporinus obtusidens
Leporinus obtusidens е вид лъчеперка от семейство Anostomidae.

## Разпространение
Видът е разпространен в Аржентина, Бразилия, Парагвай и Уругвай.